# Porolabium
Porolabium es un género monotípico de orquídea de hábito terrestre, perteneciente a la subfamilia Orchidoideae. Su única especie, Porolabium biporosum (Maxim.) Tang & Wang, es nativa de China.

## Descripción
Es una orquídea de pequeño tamaño que prefiere el clima frío. Tiene hábito terrestre con un tubérculo carnoso y globoso que da lugar a un tallo erecto con 2 a 3 vainas tubulares que llevan a una única hoja, lineal-lanceolada,  obtusa apicalmente. Florece en la primavera en una inflorescencia erecta con  6-8 flores con pequeñas brácteas florales.

## Distribución
Se encuentra en Qinghai, Shanxi en China en los pastizales de montaña y en las  orillas de los lagos en altitudes de 3000 a 3300 metros.  

## Sinonimia
- Herminium biporosum Maxim.
- Monorchis biporosa (Maxim.) O.Schwarz[2]